# Šahovska olimpijada 1986.
27. Šahovska olimpijada održana je 1986. u UAE. Grad domaćin bio je Dubai.

## Poredak osvajača odličja
| Mj. | Država   | Bodova | Igrači |
| --- | -------- | ------ | ------ |
| 1.  | SSSR     | 40,0   |        |
| 2.  | Engleska | 39,0   |        |
| 3.  | SAD      | 38,0   |        |

| Pobjednici            |
| --------------------- |
| SSSR Šesnaesti naslov |